# Trzenschin
Trzenschin, polnisch: Trzęsina ist ein zu Königshuld gehörender Weiler in Oberschlesien. Trzenschin liegt in der Landgemeinde Turawa im Powiat Opolski (Kreis Oppeln) in der polnischen Woiwodschaft Oppeln.

## Geografie

### Geografische Lage
Trzenschin liegt zwei Kilometer westlich vom Gemeindesitz Turawa und 13 Kilometer nordöstlich von der Kreisstadt und Woiwodschaftshauptstadt Opole (Oppeln). Zwischen Königshuld und Trzenschin verläuft die Bahnstrecke von Opole nach Kluczbork (Kreuzburg O.S.).

### Nachbarorte
Nachbarorte von Trzenschin sind im Westen Königshuld (Osowiec), im Osten Marszałki (Marscholken), im Südosten Turawa, im Süden Klein Kottorz (Kotórz Mały) und im Südwesten Wengern (Węgry).

## Geschichte
Der Ort wurde erstmals um 1600 erwähnt, mit der Erwähnung einer Eisenhütte. Trzenschin war lange Zeit Klein Kottorz untergeordnet. 1865 hatte der Ort 12 Gärtner- und 17 Häuslerstellen und einen Wassermüller. Die Bewohner waren nach Groß Kottorz eingepfarrt und eingeschult.
Nach der Volksabstimmung in Oberschlesien am 20. März 1921 verblieb Trzenschin beim Deutschen Reich. 1936 wurde der Ort in Neuwiese O.S. umbenannt. Bis 1945 befand sich der Ort im Landkreis Oppeln.
1945 kam der bisher deutsche Ort unter polnische Verwaltung und wurde der Woiwodschaft Schlesien angeschlossen und zum 28. Juni 1948 in Trzęsin umbenannt. 1950 kam der Ort zur Woiwodschaft Oppeln. 1999 kam der Ort zum wiedergegründeten Powiat Opolski. Am 12. September 2008 wurde in der Gemeinde Turawa, der Trzenschin angehört, Deutsch als zweite Amtssprache eingeführt. 2012 wurde der polnische Name von Trzęsin auf Trzęsina abgeändert. Am 11. September 2012 erhielt der Ort zusätzlich den amtlichen deutschen Ortsnamen Trzenschin.

## Sehenswürdigkeiten
- Wegkapelle mit Glockenturm, dem heiligen Nepomuk geweiht, mit Nepomukfigur und Marienbildnis
- Ehemalige Mühle